# 天弓四型防空飛彈
天弓四型防空飛彈是國家中山科學研究院開發的中遠程防空飛彈系統，定位類似於戰區高空防禦飛彈，發射箱長度7.61公尺，大於天弓三型防空飛彈的5.49公尺，射程也比天弓三型防空飛彈和MIM-104愛國者飛彈更遠。2025年5月，新聞報導，已通過作戰測評及小批量生產的驗證，將列入115年度國防預算內進行量產。
2025年7月，根據中華民國國防部，最新公佈的軍品列管清單的需求項目指出，其中在「防空飛彈發射箱組」項目中，適用裝備註明為「TK-4箱組飛彈」，預劃在115年採購46個、117年預劃採購76個，合計為122個發射箱組。